# Allan Nilsson (revyartist)
John Valfrid Allan Nilsson, född 10 maj 1933 i Alvare i Närs församling på Gotland, död 12 januari 2021 i Hemse distrikt på Gotland, var en svensk revyartist och sångtextförfattare. Han var far till Marie Nilsson Lind och Josefin Nilsson i Ainbusk Singers.
Allan Nilsson var på 1970-talet med i det på Gotland uppmärksammade revygänget Närrevyn. Revyn var den populäraste gotländska revyn genom tiderna mätt i antal besökare. Ungefär vartannat år skrev Nilsson ihop en helt ny revy under en period från 1964 till början av 1980-talet. Revyn är fortfarande ihågkommen och sommaren 2007 framförde revytruppen för utsålda hus några av de mest kända sångerna från revyn. De talade utpräglad gutniska. En av deras föreställningar sändes i SVT men fick gå i textad repris.
Visan Summar'n kummar är skriven av Nilsson på gutamål; texten ändrades efter Palmemordet eftersom Olof Palme nämndes.
Nilsson var från 1959 gift med Doris Nilsson (1936–2018). Han avled 2021 i sviterna av covid-19, och är begravd på Närs kyrkogård.

## Texter
- Summar'n kummar
- Vackra flickor
- Gu'natt

## Närrevyns skivor
- Tistlar från rosenön, 1970
- Hej gamble valu!, 1973
- Brimsar brummar, 1975
- Råire Jär Laddet, 1977
- Haplihaitar, 1980

## Manus
- Ormkvinnans barn, 2005. Historien bygger på Dagmar Edqvists romaner Mannen från havet och Mannen som kom hem. Pjäsen hade premiär i När socken 2005 och spelades på den av sockenbor uppförda utescenen "Närsakar" under somrarna 2005 och 2006. Totalt sågs den av ungefär 15000 åskådare.[8]

## Utmärkelser
- Region Gotlands kulturpris,  1976

[Redigera Wikidata]